# Unforgiven (film, 2013)
Pour les articles homonymes, voir Unforgiven.
Ne doit pas être confondu avec The Man in White.
Pour plus de détails, voir Fiche technique et Distribution.
Unforgiven (許されざる者, Yurusarezaru mono) est un film japonais de Lee Sang-il sorti pour 2013. Il s'agit du remake du film américain Impitoyable (Unforgiven) de Clint Eastwood sorti en 1992.

## Synopsis
À Hokkaidō, dans les années 1880, durant l'Ère Meiji, Jubei Kamata participe à de nombreuses batailles, provoquées par les bouleversements dans le pays. Il est engagé par des prostituées harcelées par des clients et une bande de truands.

## Fiche technique
- Titre : Unforgiven[2]
- Titre original : 許されざる者 (Yurusarezaru mono?)
- Réalisation : Lee Sang-il
- Scénario : Lee Sang-il, d'après le scénario d’Impitoyable (Unforgiven) écrit par David Webb Peoples
- Photographie : Norimichi Kasamatsu (ja)
- Musique : Tarō Iwashiro
- Montage : Tsuyoshi Imai (ja)
- Décors : Mitsuo Harada (ja) et Ryō Sugimoto (ja)
- Production : William Ireton
- Sociétés de production : Nikkatsu, Office Shirous et Warner Bros.
- Distribution : Warner Bros.
- Genre : jidai-geki ; film d'action ; film d'aventures ; drame
- Pays d'origine :  Japon
- Langue originale : japonais
- Format : couleurs - 2,35:1 - Format 35 mm - Dolby Digital
- Durée : 135 minutes[3]
- Dates de sortie :
  - Japon : 13 septembre 2013[3]

## Distribution
- Ken Watanabe : Jubei Kamata
- Jun Kunimura : Masaharu Kitaooji
- Yūya Yagira : Goro Sawada
- Takahiro Miura : Unosoke Hotta
- Yukiyoshi Ozawa : Sanosuke Hotta
- Shiori Kutsuna : Natsume
- Kōichi Satō : Ichizo Oishi
- Akira Emoto : Kingo Baba
- Eiko Koike : Okaji
- Ken'ichi Takitō : Yasaburo Himeji
- Gō Jibiki : Hirata

## Production

### Tournage
Le tournage a lieu entre septembre et novembre 2012 à Hokkaidō.

## Distinctions

### Nominations
- Mostra de Venise 2013 : sélection hors compétition
- Festival international du film de Toronto 2013 : sélection « Special Presentations »[4]
- Festival international du film de Palm Springs 2014 : sélection « World Cinema Now »